# Iosip Broz Tito
Iosip Broz Tito (nume la naștere Josip Broz; în chirilica sârbo-croată: Јосип Броз Тито; n. 7 mai 1892, Kumrovec, Țările Coroanei Sfântului Ștefan, Austro-Ungaria – d. 4 mai 1980, Ljubljana, Republica Socialistă Slovenia, RSF Iugoslavia) a fost un revoluționar comunist iugoslav și om de stat. A fost secretarul general (ulterior președinte) al Ligii Comuniștilor din Iugoslavia (1939-1980) și a condus partizanii iugoslavi, mișcare gherilă iugoslavă în Al Doilea Război Mondial (1941-1945). După sfârșitul războiului, a devenit autoritarul prim-ministru (1943-1963) și președinte al Republicii Socialiste Federative Iugoslavia. Din 1943 până la moartea sa în 1980, deținea gradul de Mareșal al Iugoslaviei, având funcția de comandant suprem al Armatei Populare Iugoslave (JNA).
Tito a fost arhitectul-șef al celei de-„a doua Iugoslavii”, o federație socialistă care a existat din Al Doilea Război Mondial până în 1991. Cu toate că a fost unul dintre fondatorii Cominformului, a fost de asemenea primul (și singurul cu succes) membru Cominform care a sfidat autoritatea sovietică. Ca susținător independent al căii către socialism (numită uneori „comunism național” sau „Titoism”), a fost principalul fondator și promotor al Mișcării de Nealiniere și primul secretar general. Astfel, susținea politica de nealiniere dintre cele două blocuri ostile în timpul Războiului Rece.

## Viața timpurie
Iosip Broz s-a născut în Kumrovec, pe teritoriul Regatului autonom Croația-Slovenia, în acea vreme parte în Imperiul Austro-Ungar. (astăzi în Croația). A fost al șaptelea copil al lui Franjo și Marijiei Broz. Tatăl său, Franjo Broz, era de origine croată, în timp ce mama sa, Marijia (născută în Javeršek), era slovenă. După și-a petrecut anii copilăriei alături de bunicul său din partea mamei în satul Podsreda, în 1900 s-a înscris în școala primară (de patru clase) în Kumrovec, nereușind să termine clasa a doua și a absolvit în 1905. După ce s-a mutat din mediul rural în 1907, Broz a muncit ca ucenic de mașinist în Sisak. Acolo a luat contact cu mișcarea muncitorească și a participat pentru prima dată la o sărbătoare de 1 Mai (Ziua Muncii). În 1910, s-a alăturat sindicatului muncitorilor metalurgiști și în același timp Partidului Social-Democrat al Croației și Sloveniei. Între 1911 și 1913, Broz a muncit pentru perioade scurte în Kamnik, Cenkovo⁠(d), München și Mannheim, unde a muncit pentru fabrica de automobile Benz; apoi s-a dus în Wiener Neustadt, Austria și a muncit ca șofer de încercare pentru Daimler.
În toamna anului 1913, a fost înrolat în Armata Imperială Austro-Ungară. A fost trimis la o școală de subofițeri și a devenit sergent, slujind în Regimentul 25 Croat cu sediul în Zagreb. În mai 1914, Broz a obținut o medalie de argint la o competiție de scrimă din armată în Budapesta. La izbucnirea Primului Război Mondial, a fost trimis în Ruma, unde a fost arestat pentru propagandă anti-război și închis în fortăreața Petrovaradin. În ianuarie 1915 a fost trimis pe Frontul de răsărit în Galiția să lupte împotriva Rusiei. S-a distins ca fiind un soldat destoinic, devenind cel mai tânăr sergent major în Armata Austro-Ungară. Pentru curajul său în fața inamicului, a fost distins cu Medalia de Argint pentru Vitejie (în germană Silberne Tapferkeitsmedaille), dar a fost luat prizonier de război înainte de a fi decorat oficial. Pe 25 martie 1915, de Paște, în timp ce se afla în Bucovina, a fost grav rănit și capturat de ruși.

### Prizonier și revoluționar
După treisprezece luni în spital, Broz a fost trimis într-un lagăr de muncă în Munții Ural, unde prizonierii l-au ales lider de lagăr. În februarie 1917, muncitorii răsculați au pătruns în închisoare și i-au eliberat pe deținuți. Ulterior, Broz s-a alăturat unei grupări de bolșevici. În aprilie 1917 a fost arestat încă odată și a participat la demonstrațiile din Petrograd (Sankt Petersburg) pe 16-17 iulie 1917. În drum spre Finlanda, Broz a fost prins și închis în Fortăreața Petru și Pavel timp de trei săptămâni. A fost din nou trimis la Kungur, dar a scăpat din tren. Aflat în Omsk, Siberia, se ascundea cu o familie de ruși, unde și-a cunoscut viitoarea soție, pe Pelagija Belousova. După Revoluția din Octombrie, s-a alăturat unității Gărzilor Roșii în Omsk. După o contraofensivă albă, a fugit în Kârgâzstan și s-a întors ulterior în Omsk, unde s-a căsătorit cu Belousova. În primăvara anului 1918, s-a alăturat secției iugoslave a Partidului Comunist Sovietic. În iunie, Broz a plecat din Omsk pentru un loc de muncă și pentru a-și întreține familia și a fost angajat ca mecanic aproape de Omsk timp de un an. În ianuarie 1920, el și soția sa au parcurs un drum lung și dificil către Iugoslavia, ajungând acolo în septembrie.
Odată ajuns, Broz s-a alăturat Partidului Comunist Iugoslav. Influența PCI în viața politică a Regatului Iugoslaviei a fost amplificată rapid. La alegerile din 1920, comuniștii au câștigat 59 de locuri în parlament, devenind al treilea partid ca putere. Câștigând numeroase alegeri locale, aceștia au câștigat chiar și un fief în Zagreb, unde Svetozar Delić⁠(d) a fost ales primar. Cu toate acestea, odată cu asasinarea lui Milorad Drašković, ministrul iugoslav de interne, de un tânăr comunist pe 2 august 1921, PCI a fost declarat ilegal conform Legii Securității Statului Iugoslav din 1921. Din 1920–1921, toate mandatele câștigate de comuniști au fost anulate. Broz a continuat să activeze în clandestinitate, în ciuda presiunii puse de guvern pe comuniști. Din 1921, s-a mutat la Veliko Trojstvo, în apropiere de Bjelovar, și a găsit de lucru ca mașinist. În 1925, Broz s-a mutat la Kraljevica, unde a lucrat pe un șantier naval. A fost ales ca lider sindical și, un an mai târziu, a condus o grevă pe șantierul naval. A fost concediat și s-a mutat în Belgrad, unde a lucrat la o fabrică de trenuri în Smederevska Palanka. A fost ales Comisar al Muncitorilor dar a fost concediat imediat după ce i-a fost descoperită apartenența la PCI. Apoi Broz s-a mutat la Zagreb, unde a fost numit secretar al Uniunii Muncitorilor Metalurgiști din Croația. În 1928 a devenit secretarul Filialei din Zagreb al PCI. În același an a fost arestat și judecat pentru activitățile sale comuniste și trimis în închisoare. În timpul celor cinci ani petrecuți la închisoarea Lepoglava, l-a cunoscut pe Moša Pijade⁠(d), care a devenit mentorul său ideologic. După ce a fost eliberat, el a trăit incognito și a asumat numeroase pseudonime, printre care „Walter” și „Tito”.
În 1934, Comitetul Provincial de la Zagreb l-a trimis pe Tito la Viena unde se refugiaseră toate Comitetele Centrale ale Partidului Comunist Iugoslav. A fost numit în Comitet și a început să-și numească oamenii printre care Edvard Kardelj⁠(d), Milovan Djilas, Aleksandar Ranković și Boris Kidrić. În 1935, Tito a plecat în Uniunea Sovietică, unde a lucrat timp de un an în secția Balcani a Cominternului. A fost membru al Partidului Comunist Sovietic și al politiei secrete sovietice (NKVD). În 1936, Cominternul l-a trimis pe „tovarășul Walter” (în esență Tito) înapoi în Iugoslavia pentru a epura Partidul Comunist. În 1937, Stalin l-a asasinat pe secretarul general al PCI, Milan Gorkić⁠(d), la Moscova. Ulterior, Tito a fost numit secretar general al PCI, care era în continuare ilegal.

## Lider în Al Doilea Război Mondial

### Războiul de Eliberare Populară
Pe 6 aprilie 1941, forțele germane, italiene și maghiare au pornit invadarea Iugoslaviei. Pe 10 aprilie 1941, Tito a răspuns prin formarea unui Comitet Militar în cadrul Comitetului Central al Partidului Comunist din Iugoslavia. Atacate din toate părțile, forțele armate ale Regatului Iugoslaviei s-au năruit rapid. Pe 17 aprilie, după ce Regele Petru al II-lea și alți membrii ai guvernului au părăsit țara, reprezentanții rămași ai guvernului și ai armatei s-au întâlnit cu oficialii germani în Belgrad. Au acceptat rapid încetarea rezistenței militare. Pe 1 mai, Tito a emis o publicație cerând poporului să se unească în lupta împotriva ocupanților. Pe 27 iunie 1941, Comitetul Central l-a numit pe Tito comandant suprem⁠(d) al tuturor forțelor militare de eliberare națională. La 1 iulie 1941, Cominternul a transmis instrucțiuni precise în care cerea acțiune imediată.

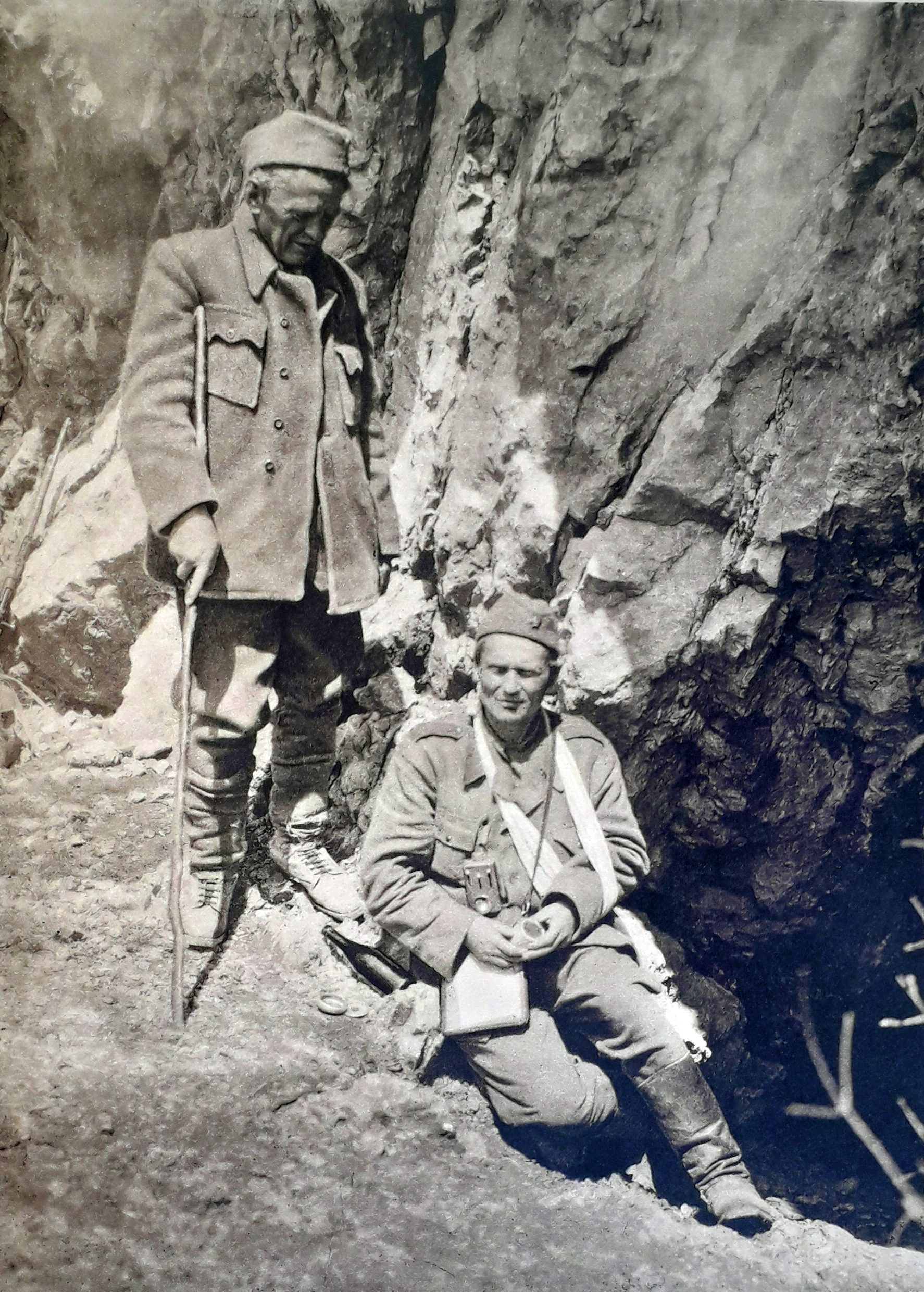
Tito și Ivan Ribar la în 1943

Tito a mai rămas în Belgrad până pe 16 septembrie 1941, când, împreună cu toți membrii PCI, a plecat din oraș pentru a se îndrepta spre teritoriul controlat de rebeli. Pentru a ieși din Belgrad, Tito a folosit documente furnizate de Dragoljub Milutinović, care era voievod în gruparea colaboraționistă Cetnicii lui Pećanac⁠(d). Întrucât Pećanac deja coopera pe deplin cu germanii în acel moment, aceasta a dus la speculații cum că Tito ar fi plecat din Belgrad cu aprobarea germanilor în scopul de a diviza forțele rebele, așa cum făcuse Lenin la sosirea în Rusia în timpul Primului Război Mondial. Tito a mers cu trenul prin Stalać⁠(d) și Čačak și a ajuns în satul Robaje⁠(d) pe 18 septembrie 1941.
În ciuda conflictelor prin colaborarea cu mișcarea cetnică, partizanii lui Tito au reușit să elibereze teritorii, în special „Republica de la Užice”. În această perioadă, purta discuții cu liderul cetnic Draža Mihailovici pe 19 septembrie și 27 octombrie 1941. În aceste teritorii eliberate, partizanii au organizat Comitete Populare operând ca guvern civil. Consiliul Antifascist de Eliberare Populară a Iugoslaviei (AVNOJ), care a fost convocat în Bihaci pe 26 noiembrie 1942 și în Jajce⁠(d) pe 29 noiembrie 1943, era un organism reprezentativ înființat de rezistență în care Tito a jucat un rol de conducere. În cele două sesiuni, reprezentanții rezistenței au înființat temeiul pentru organizația post-belică a țării, alegând o federație a națiunilor iugoslave. În Jaice, Tito a fost numit Președinte al Comitetului Național de Eliberare și Mareșal al Iugoslaviei. Pe 4 decembrie 1943, în timp ce mare parte din țară era ocupată de Puterile Axei, Tito a proclamat un guvern iugoslav provizoriu democratic.
Cu toate acestea, odată cu creșterea posibilităților tot mai mari pentru o invadare a Aliaților în Balcani, puterile Axei a început să-și reorienteze mai multe resurse pentru nimicirea forțelor principale ale partizanilor și a Înaltului Comandament. Acest lucru a însemnat, printre altele, un efort mare pentru germani pentru a-l captura pe însuși Iosip Broz Tito. Germanii s-au apropiat de prinderea sau uciderea lui Tito, în cel puțin trei ocazii: în timpul bătăliei de le Neretva (Fall Weiss); ulterioarei bătălii de la Stujeska (Fall Schwarz), în care a fost rănit pe 9 iunie; și pe 25 mai 1944, unde abia reușise să scape de germani după Raidul de la Drvar (Operațiunea Rösselsprung), un atac aeropurtat în afara sediului de la Drvar din Bosnia.
După ce partizanii au reușit să reziste și să evite atacurile constante ale Axei în perioada ianuarie - iunie 1943 iar colaborarea cetnicilor a luat proporții semnificative, liderii Alianței au încetat sprijinirea lui Draža Mihailovici în locul lui Tito. Regele Petru al II-lea, președintele american Franklin Roosevelt și prim-ministrul britanic Winston Churchill s-au alăturat premierului sovietic Iosif Stalin pentru recunoașterea oficială a lui Tito și a partizanilor la Conferința de la Teheran. Astfel, aliații au parașutat în spatele liniilor Axei, ajutându-i pe partizani. Pe 17 iunie 1944 pe insula Vis a fost semnat un tratat prin care se încerca unirea guvernului condus de Tito (AVNOJ) și guvernul în exil al regelui Petru al II-lea. Acest tratat a fost cunoscut sub numele de Acordul Tito-Șubașici). Ca lider al forțelor iugoslave, Tito era o țintă pentru forțele Axei din Iugoslavia ocupată. Partizanii au fost susținuți prin proviziile aeriene aruncate la sedii, împreună cu brigadierul Fitzroy Maclean. care a jucat un rol important în misiunile de legătură. Forțele Aeriene Balcanice ale RAF au fost înființate în iunie 1944 pentru a conduce operațiunile care erau în general menite să-i ajute trupele.
Pe 28 septembrie 1944, Agenția Telegrafică a Uniunii Sovietice (TASS) a raportat că Tito a semnat un acord cu URSS permițând „pătrunderea temporară a trupelor sovietice pe teritoriul Iugoslaviei” care a dat voie Armatei Roșii să asiste la operațiunile din nord-estul regiunii. Având flancul drept asigurat de progresul Aliaților, partizanii au pregătit și pornit o ofensivă puternică reușind să spargă liniile germane obligându-i pe germani să se retragă dincolo de granițele Iugoslaviei. După victoria partizanilor și a încetării ostilităților în Europa, toate forțele externe au părăsit teritoriul iugoslav.

### Urmările celui de-Al Doilea Război Mondial
Pe 7 martie 1945, guvernul provizoriu al Federației Democratice Iugoslavia (în sârbocroată Demokratska Federativna Jugoslavija DFJ) a fost chemat în Belgrad de către Iosip Broz Tito, în timp ce numele provizoriu nu i-a permis nici statutul de monarhie sau de republică. Guvernul era condus de Tito ca prim-ministru provizoriu și erau incluși și reprezentanți din guvernul regal în exil, printre care și Ivan Șubașici ca ministru de externe. În conformitate cu acordul dintre liderii rezistenței și guvernul în exil, au fost ținute in perioada postbelică alegeri pentru a stabili forma de guvernare. În noiembrie 1945, frontul popular pro-republican a lui Tito, condus de Liga Comuniștilor din Iugoslavia, a câștigat alegerile cu o majoritate zdrobitoare, rezultatele fiind boicotate de monarhiști. În această perioadă, Tito se bucura de o susținere mare din partea poporului, fiind considerat eliberatorul Iugoslaviei. Administrarea iugoslavă din perioada postbelică a reușit să unească o țară care a fost grav afectată de revoltele ultra-naționaliștilor și devastările de război, în timp ce s-a eliminat cu succes sentimentele naționaliste ale diferitelor națiuni în favoarea toleranței și a obiectivului iugoslav comun. După victoria alegerilor, Tito a fost atestat ca Prim-ministru și Ministrul Afacerilor Externe al DFJ. Țara a fost apoi redenumită în Republica Populară Federativă Iugoslavia (iar ulterior în Republica Socialistă Federativă Iugoslavia, RSFI). Pe 29 noiembrie 1945, regele Petru al II-lea a fost oficial detronat de Adunarea Constitutivă Iugoslavă. Ulterior, Adunarea a elaborat o nouă constituție republicană.
Iugoslavia a organizat Armata Populară Iugoslavă (în sârbocroată Jugoslavenska narodna armija sau JNA) după mișcarea partizană, devenind a patra armată puternică din Europa. Administrația Securității Statale (Uprava državne bezbednosti/sigurnosti/varnosti, UDBA) a fost de asemenea formată ca noua poliție secretă, alături de agenția de securitate Departamentul Securității Poporului (Organ Zaštite Naroda (Armije), OZNA). Serviciul de spionaj iugoslav a fost acuzat de încarcerare și au fost aduși în fața justiției un număr mare de colaboratori naziști; controversat, aceasta a inclus clerici catolici din cauza implicării pe scară largă a clerului catolic croat cu regimul Ustaș. Draža Mihailovici a fost găsit vinovat de colaborare, înaltă trădare, crime de război iar ulterior executat in iulie 1946.
Prim-ministrul Iosip Broz Tito s-a întâlnit cu Aloysius Stepinac⁠(d), președintele Conferinței Episcopilor din Iugoslavia, la 4 iunie 1945, la două zile după ce a fost eliberat din închisoare. Cei doi nu au ajuns la un acord cu privire la starea Bisericii Catolice. În septembrie 1945, sub conducerea lui Stepinac, conferința episcopilor a eliberat o scrisoare care condamna presupusele crime de război ale partizanilor. În același an, Stepinac a fost arestat și judecat. În octombrie 1946, în prima sa sesiune specială de 75 de ani, Vaticanul i-a excomunicat lui Tito și guvernului iugoslav să-l condamne pe Stepinac la 16 ani de închisoare sub acuzația de asistare la teroarea ustașilor și sprijinirea convertirii forțate ale sârbilor la catolicism. Stepinac a primit un tratament preferențial în semn de recunoaștere a statutului său și sentința i-a fost scurtată, iar după scurt timp ea a fost modificată în arest la domiciliu, cu posibilitatea de emigrare la arhiepiscop. La încheierea „perioadei Informbiro”, reformele au făcut din Iugoslavia mult mai liberă religioasă decât statele din Blocul răsăritean.
În primi ani din perioada postbelică, Tito a fost considerat cu lider comunist foarte loial Moscovei, fiind uneori considerat ca fiind al doilea după Stalin în Blocul răsăritean. Forțele iugoslave au doborât o aeronavă americană care zbura deasupra Iugoslaviei, iar relațiile cu Occidentul s-au încordat. De fapt, Stalin și Tito au avut o alianță foarte ciudată încă de la început,
Stalin considerându-l pe Tito mult prea independent.

## Președinte al Iugoslaviei

### Ruptura Tito-Stalin

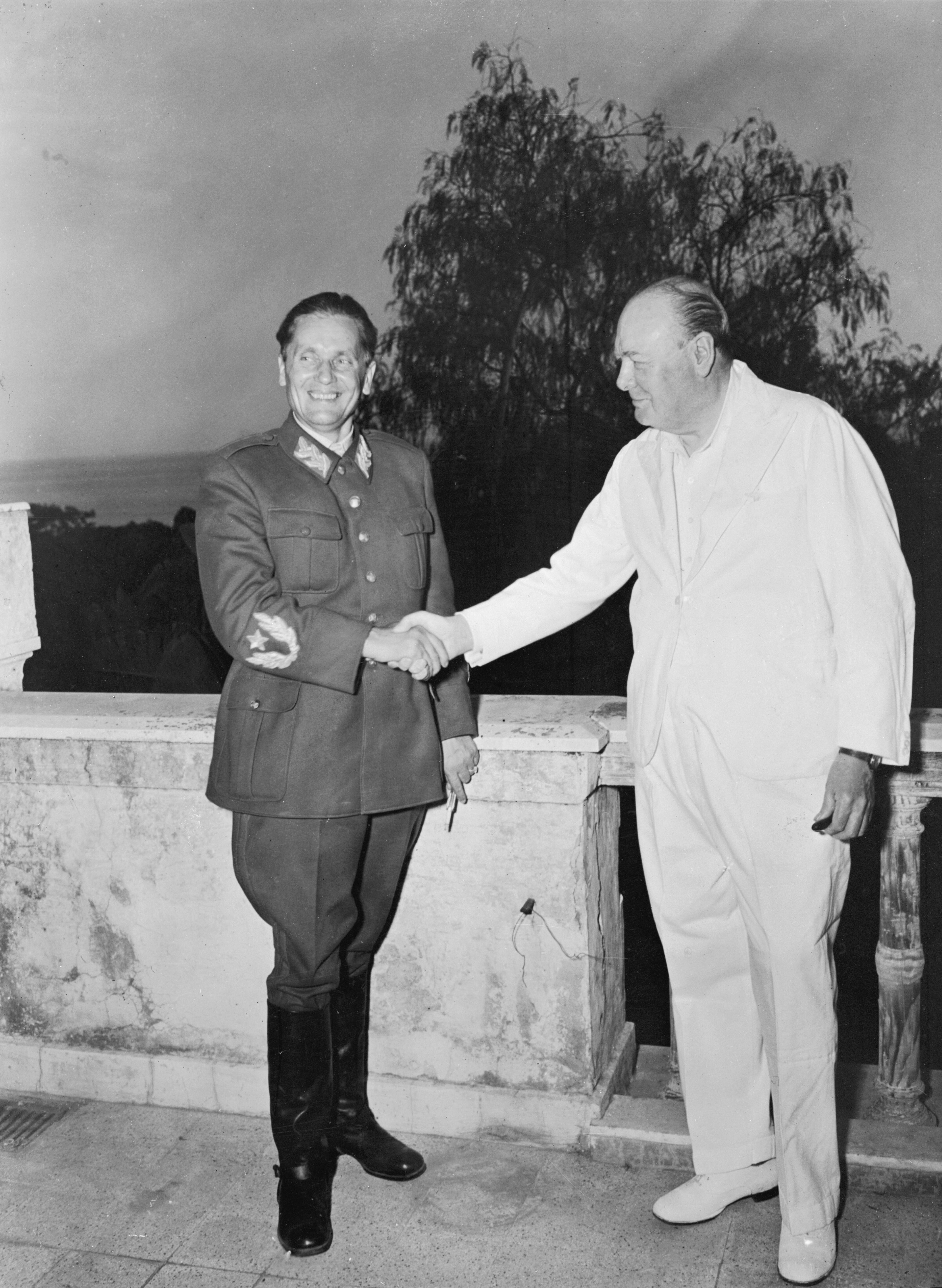
Iosip Broz Tito și Winston Churchill în 1944 la Neapole, Italia.

Spre deosebire de celelalte state comuniste din Europa Centală și de Est, Iugoslavia s-a auto-eliberat de sub stăpânirea Axei, cu sprijin redus din partea Armatei Roșii. Rolul de conducere a lui Tito în eliberarea Iugoslaviei nu doar i-a sporit statutul în partid și în cadrul populației iugoslave, dar, de asemenea, l-a făcut mult mai insistent deoarece Iugoslavia își putea urmări propriile interese. Spre deosebire de restul liderilor din Bloc, aceștia aveau mai multe motive să recunoască eforturile sovieticilor care i-au ajutat să-și elibereze țările de sub conducerea Axei. Acest lucru a condus deja la unele neînțelegeri între cele două țări înainte ca Al Doilea Război Mondial să se sfârșească. Deși Tito era un fost aliat oficial al lui Stalin după Conflagrația Mondială, sovieticii au trimis un cerc de spioni în partidul iugoslav la începutul anului 1945, tulburând alianța.
După sfârșitul războiului, s-au produs mai multe incidente armate între Iugoslavia și Aliații occidentali. Iugoslavia a dobândit după război peninsula italienilor Istria precum și orașele Zadar și Rijeka. Conducerea iugoslavă căuta să anexeze și orașul Trieste, lucru cu care Aliații occidentali nu erau de acord. Acest lucru a dus la mai multe incidente armate, în special atacuri aeriene ale avioanelor de luptă iugoslave asupra aeronavelor de transport din SUA, stârnind critici dure ale occidentalilor. Din 1945 până în 1948, cel puțin patru aeronave ale SUA au fost doborâte. Stalin s-a împotrivit acestor provocări, crezând că URSS nu era pregătită să înfrunte Occidentul într-un război deschis atât de curând după pierderile survenite în A Doua Conflagrație Mondială. În plus, Tito sprijinea partea comunistă din Războiul Civil Grecesc, în timp ce Stalin și-a păstrat distanțarea după cum căzuse de acord cu Churchill să intervină. În 1948, motivat de dorința de a crea o economie independentă și puternică, Tito a format planul de dezvoltarea economiei independent de la Moscova, care a dus la o escaladare diplomatică, urmată de un schimb dur de scrisori prin care Tito afirma că:
| “ | Studiem și luăm drept exemplu sistemul sovietic, dar noi aplicăm socialismul în țara noastră în forme oarecum diferite. (...) Indiferent cât de mult ar îndrăgi fiecare dintre noi țara socialismului, URSS-ul, el nu-și poate iubi țara mai puțin. | ” |

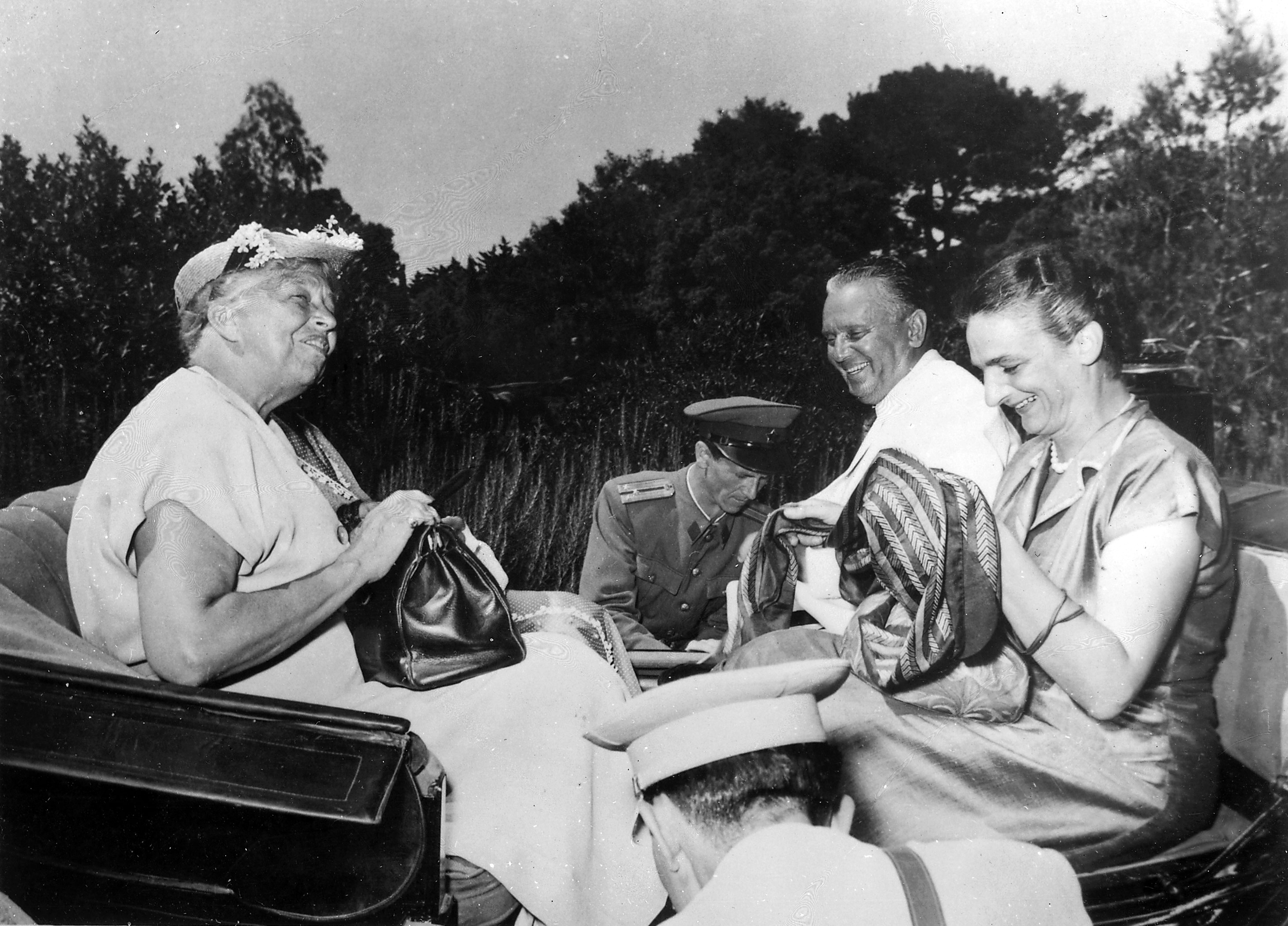
Iosip Broz Tito cu Eleanor Roosevelt pe insulele Brijuni, Croația, Iugoslavia (iulie 1953)

Răspunsul primit de la sovietici la 4 mai l-au blamat pe Tito și Partidul Comunist Iugoslav (PCI) pentru refuzul de a-și recunoaște și rezolva greșelile continuând să-l acuze că erau prea mândri de succesul lor împotriva Germaniei, menționând că Armata Roșie i-a salvat de la dezastru. Ca răspuns dat la 17 mai, Tito a propus ca problema să fie rezolvată la o întâlnire a Cominformului în luna iunie. Cu toate aceste, Tito nu s-a prezentat la a doua întâlnire a Cominformului, temându-se că Iugoslavia va fi atacată deschis. În acel moment crizele aproape au escaladat într-un conflict armat, trupele maghiare și sovietice se adunau la granița nordică a Iugoslaviei. Pe 28 iunie, celelalte state membre au exclus Iugoslavia menționând „elemente naționaliste” care au reușit în cursul ultimelor cinci sau șase luni să ajungă la o poziție dominantă de conducere" în PCI. Expulzarea a alungat efectiv Iugoslavia din partea asociației internaționale ale statelor socialiste, în timp ce alte state socialiste din Europa de Est au suferit, ulterior, epurările pretinșilor „titoiști”. Stalin a luat problema personal - pentru prima dată s-a încercat să fie asasinat dar fără succes în mai multe ocazii. Înrtr-o corespondență între cei doi lideri, Tito i-a scris:
| “ | Nu mai trimite asasini ca să mă omoare... Dacă acest lucru nu încetează, voi trimite un om la Moscova și nu va mai fi nevoie să mai trimit și alții. | ” |

Cu toate acestea, Tito s-a folosit de înstrăinarea cu URSS pentru a obține ajutorul acordat de SUA  prin intermediul Planului Marshall, precum și să implice Iugoslavia în Mișcarea de Nealiniere, în care acesta a asigurat o poziție de conducere pentru Iugoslavia. Evenimentul a fost important nu numai pentru Iugoslavia și Tito, dar și pentru dezvoltarea globală a socialismului, deoarece aceasta a fost prima sciziune majoră între statele comuniste, punând la îndoială cererile Cominternului pentru ca socialism să fie o forță unificată, care va controla în cele din urmă întreaga lume, iar Tito a devenit primul lider socialist (și singurul cu succes) care a sfidat conducerea lui Stalin în Cominform. Această ruptură cu Uniunea Sovietică i-a adus lui Tito multă recunoașterea internațională, dar a declanșat, de asemenea, o perioadă de instabilitate adesea menționată ca perioada Informbiro⁠(d). Forma de comunism a lui Tito era numită de Moscova „Titoism”, care a încurajat epurările împotriva „titoiștilor” din întregul Bloc răsăritean.
Ca urmare a rupturii cu URSS, guvernul iugoslav a înființat o închisoare pe insula croată Goli Otok și Sveti Grgur⁠(d) pentru inamicii suspectați a fi pro-sovietici față de regimul lui Tito și al PCI. În 1949, întreaga insulă a fost oficial transformată într-o închisoare de maximă securitate și lagăr de muncă. Până în 1956, pe toată perioada Informbiro, a fost folosită pentru a încarcera prizonieri politici. Aceștia au inclus cunoscuți și presupuși staliniști, dar și alți membri ai Partidului Comunist sau chiar cetățeni de rând acuzați care prezintă orice fel de simpatie sau înclinații față de Uniunea Sovietică. Unele surse susțin că aproximativ 32000 de persoane au fost încarcerate numai în lagărul de la Goli Otok.
Pe 26 iunie 1950, Adunarea Națională a sprijinit o lege importantă scrisă de Milovan Đilas și Tito despre „autogestionare” (samoupravljanje): un tip de socialism independent bazat prin participarea la beneficii a muncitorilor în întreprinderile conduse de stat. La 13 ianuarie 1953, au stabilit că legea privind autogestionarea a stat la baza întregii ordini sociale în Iugoslavia. De asemenea, Tito l-a succedat pe Ivan Ribar ca președinte al Iugoslaviei pe 14 ianuarie 1953. După moartea lui Stalin, Tito a respins invitația URSS-ului într-o o vizită pentru a discuta despre normalizarea relațiilor dintre cele două națiuni. Nikita Hrușciov și Nikolai Bulganin l-au vizitat pe Tito la Belgrad în 1955 cerându-și scuze pentru greșelile săvârșite de administrația lui Stalin. Tito a vizitat URSS-ul în 1956, care a semnalat în lume că rivalitatea dintre Iugoslavia și URSS se diminua. Cu toate acestea, relația dintre URSS și Iugoslavia va ajunge la un alt nivel scăzut spre sfârșitul anilor 1960.

## Distincții
- titlul de „Erou al Republicii Socialiste România” și Ordinul „Victoria Socialismului” (12 mai 1972) „pentru merite deosebite în întreaga sa activitate revoluționară, consacrată cauzei democrației, eliberării naționale și sociale a popoarelor Iugoslaviei, triumfului idealurilor socialismului, păcii și securității internaționale, cauzei mișcării comuniste și muncitorești mondiale, pentru marea sa contribuție la dezvoltarea și adîncirea prieteniei frățești, tradiționale, dintre popoarele Iugoslaviei și poporul român, a relațiilor de colaborare multilaterală dintre Uniunea Comuniștilor din Iugoslavia și Partidul Comunist Român, dintre Republica Socialistă Federativă Iugoslavia și Republica Socialistă România, cu prilejul împlinirii vîrstei de 80 de ani”[54]